# Premio Deming
El Premio Deming es un premio global a la calidad que reconoce tanto a individuos por sus contribuciones al campo de la Gestión de la calidad total (TQM) como a negocios que la han implementado exitosamente. Es el más antiguo y más ampliamente reconocido premio a la calidad en el mundo. Se estableció en 1951 en honor a W. Edwards Deming que contribuyó enormemente a la proliferación del control de calidad estadístico en Japón después de la Segunda Guerra Mundial. Sus enseñanzas ayudaron a Japón a construir sus cimientos por los cuales el nivel de calidad de los productos de Japón ha sido reconocido como el más alto en el mundo, fue originalmente diseñado para premiar empresas japonesas por grandes avances en la mejora de la calidad. A lo largo de los años ha crecido, bajo la dirección de la Japanese Union of Scientists and Engineers (JUSE) hasta donde está ahora también válido para empresas no japonesas, no obstante normalmente funcionando en Japón, y también para individuos reconocidos que han hecho grandes contribuciones al avance de la calidad. La ceremonia de los premios se emite cada año en Japón en la televisión nacional. 
Cada año se entregan dos categorías de premios, el Premio Deming para individuos y el Premio Deming de aplicación.